# Barzaz Breiz
Barzaz Breiz (traducibile dalla lingua bretone come "Ballate di Bretagna": Barz significa "bardo" e Breiz "Bretagna") è una raccolta di canzoni popolari bretoni pubblicata nel 1839 da Theodore Hersart de la Villemarqué. L'unica fonte di riferimento fu la tradizione orale che lo stesso Hersart ben conosceva essendo lui stesso nato nei dintorni di Pont-Aven.
La raccolta fu pubblicata nella lingua originale accompagnata dalla traduzione in francese. Ebbe un vasto successo: era questo il periodo del Romanticismo francese, interessato in particolar modo alla scoperta delle antiche culture europee (come quella dei baschi e degli stessi bretoni), caratterizzate da una tradizione pagane che sopravviveva sotto l'aspetto di un cattolicesimo popolare. La Barzaz Breiz fece conoscere in tutta Europa la cultura bretone, compresa la musica: a Hersart si deve infatti la prima pubblicazione di musica popolare bretone, se si escludono gli inni religiosi. Fino ad allora del folklore locale si conoscevano solo le leggende a cui si ispirarono alcuni romanzi medievali, peraltro adattati al pubblico francese.